# Pandémie de Covid-19 au Guatemala
La pandémie de Covid-19 au Guatemala démarre officiellement le 13 mars 2020. À la date du 25 octobre 2022, le bilan est de 19 871 morts.

## Gestion de la crise
La gestion de l'épidémie par le gouvernement du président Alejandro Giammattei a fait l'objet de vives critiques. Les hôpitaux ont rapidement été saturés et les soignants déplorent le manque de matériels de protection. Les autorités ont par ailleurs été accusées d'avoir caché des informations sur la pandémie.
Le Guatemala enregistre au 19 juin 2020, selon les chiffres officiels, près de 12 000 cas de contamination et plus de 400 morts.
Le ministre de la Santé et trois vice-ministres sont relevés de leurs fonctions à la mi-juin 2020. Sa successeure est accusée en 2021 d'avoir touché des pots-de-vin lors de la négociation d'achat de vaccins.
Le Guatemala présente, à l'été 2021, l'un des taux de vaccination les plus faibles au monde, alors que les vaccins commandés n'arrivent qu'au compte-goutte et que le système de santé du pays connait des défaillances.
Le plan de vaccination du gouvernement a été dénoncé comme "exclusif et discriminatoire" : les Amérindiens, qui représentent 43 % de la population du pays, ne représentent que 16 % des personnes vaccinées.

## Crise politique
Après le vote par le Congrès de la République du Guatemala d'un budget pour 2021 qui réduit entre autres le budget pour les hôpitaux publics, alors que non seulement la pandémie a toujours cours au Guatemala et qu'en plus le pays doit gérer les conséquences des ouragans Eta et Iota qui ont fait environ 150 morts et disparus, et alors que les aides aux grosses entreprises privées soupçonnées de favoritisme sont augmentées, une manifestation à Guatemala réunit 7 000 personnes pour exiger la démission du président Giammattei et de son conseiller Luis Miguel Martínez Morales, ainsi qu'une meilleure lutte contre la corruption, et plus d'argent pour les hôpitaux, les écoles et la lutte contre la pauvreté, le 21 novembre 2020. 
Le Congrès est incendié par des émeutiers alors que les parlementaires ne s'y trouvaient pas, ce qui cause plusieurs intoxications d'autres personnes par les fumées. En tout, entre l'incendie et la réaction de la police, une cinquantaine de personnes doivent être hospitalisées, et une vingtaine sont arrêtées. Le 23 novembre, le Parlement suspend son projet de budget.

## Conséquences sociales
Le Défenseur des droits de l’homme souligne en 2021 que l'accès à l'alimentation au Guatemala s'est détérioré à cause de la crise climatique et de la pandémie de Covid-19, une majorité d’habitants souffrant de la faim et près de 50 % des enfants de moins de 5 ans étant en situation de malnutrition chronique.

## Statistiques

Nombre de cas au Guatemala depuis le début de l'épidémie.

Nombre de morts au Guatemala depuis le début de l'épidémie.